# Haloragis
Haloragis, biljni rod iz porodice zrnuljačevki (Haloragaceae), dio reda kamenikolike. Postoji tridesetak vrsta, polugrmovi i trajnice

## Rasprostranjenost
Istočna Azija i Malezija (5), umjerena i eremaean Australija (23), Tasmanija, otoci Flinders, Novi Zeland, otočje Chatham, otoci Kermedec, Nova Kaledonija, Rapa Iti., otočje Juan Fernández.
Rod je opisan u Characteres Generum Plantarum [second edition] 61–62, pl. 31. 1776.

## Vrste
1. Haloragis aculeolata Benth.
2. Haloragis acutangula F. Muell.
3. Haloragis aspera Lindl.
4. Haloragis brownii (Hook. fil.) Schindl.
5. Haloragis colensoi Skottsb. ex Allan
6. Haloragis digyna Labill.
7. Haloragis dura Orchard
8. Haloragis eichleri Orchard
9. Haloragis erecta (Banks ex Murray) Eichler
10. Haloragis exalata F. Muell.
11. Haloragis eyreana Orchard
12. Haloragis foliosa Benth.
13. Haloragis glauca Lindl.
14. Haloragis gossei F. Muell.
15. Haloragis hamata Orchard
16. Haloragis heterophylla Brongn.
17. Haloragis luminosa Wege & Orchard
18. Haloragis maierae Orchard
19. Haloragis masafuerana Skottsb.
20. Haloragis masatierrana Skottsb.
21. Haloragis milesiae Peter G. Wilson & Makinson
22. Haloragis minima Colenso
23. Haloragis myriocarpa Orchard
24. Haloragis odontocarpa F. Muell.
25. Haloragis platycarpa Benth.
26. Haloragis procumbens Cheeseman
27. Haloragis prostrata J. R. Forst. & G. Forst.
28. Haloragis scoparia Fenzl
29. Haloragis serra Brongn.
30. Haloragis stokesii F. Br.
31. Haloragis stricta R. Br. ex Benth.
32. Haloragis tenuifolia Benth.
33. Haloragis trigonocarpa F. Muell.
34. Haloragis uncatipila Orchard